# The Callisto Protocol
The Callisto Protocol è un videogioco survival horror in terza persona, sviluppato da Striking Distance Studios e pubblicato da Krafton nel dicembre 2022.
Tra i game director del gioco fantascientifico figura Glen Schofield, considerato l'ideatore della serie Dead Space.

## Trama
Nell'anno 2320 Jacob Lee e Max Barrow sono trasportatori di merci a contratto intorno a Giove, lavorano per la United Jupiter Company e sono co-piloti della United Jupiter Charon. Di recente, hanno traghettato spedizioni di un carico sconosciuto tra Europa e la prigione di Black Iron, situata su Callisto e gestita sempre dall'UJC. La loro ultima corsa promette di essere abbastanza redditizia da permettergli di ritirarsi a vita. Dopo aver stabilito la rotta per Europa, la Charon viene abbordata dalla Via Esterna, un gruppo presumibilmente responsabile di numerosi attacchi terroristici, e la nave è costretta ad un atterraggio di emergenza, di nuovo sulla superficie di Callisto. Max muore nello schianto, mentre Jacob e la leader di Via Esterna, Dani Nakamura, sono gli unici sopravvissuti. Entrambi vengono recuperati dal capo della sicurezza della prigione di Black Iron, il capitano Leon Ferris ed incarcerati, senza accuse o processo, per ordine del direttore della prigione, Duncan Cole. Jacob, poco dopo essere stato internato, si addormenta per un periodo imprecisato e, quando si risveglia, scopre che la prigione è invasa da abominevoli "biofagi", ovvero ex umani affetti da una malattia sconosciuta, in grado di renderli creature carnivore mostruose e deformi. Nella fuga dal carcere, Jacob incontra Elias Porter, un prigioniero di lunga data, il quale afferma di avere un piano di fuga, e con cui lavora insieme per superare i biofagi, i sistemi di sicurezza della prigione e la stessa prigione, in rapido deterioramento.

## Sviluppo
The Callisto Protocol è stato annunciato durante la cerimonia nel corso dell'edizione 2020 de The Game Awards. Il gioco originariamente faceva parte dello stesso universo di PlayerUnknown's Battlegrounds.
Il gioco non viene distribuito in Giappone per problemi con la Computer Entertainment Rating Organization, tuttavia la versione su Steam presenta la localizzazione in giapponese.

## Accoglienza
| Testata                        | Versione      | Giudizio |
| ------------------------------ | ------------- | -------- |
| Metacritic (media al 21/02/23) | Xbox Series   | 70/100   |
| Metacritic (media al 21/02/23) | PlayStation 5 | 69/100   |
| Metacritic (media al 21/02/23) | PC            | 68/100   |
| OpenCritic (media al 21/02/23) | collettivo    | 67/100   |